# Galinsoga
Galinsoga là một chi thực vật có hoa trong họ Cúc (Asteraceae).

## Loài
Chi Galinsoga gồm các loài: